# Gattya trebilcocki
Gattya trebilcocki is een hydroïdpoliep uit de familie Halopterididae. De poliep komt uit het geslacht Gattya. Gattya trebilcocki werd in 1973 voor het eerst wetenschappelijk beschreven door Watson. 